# Zaljev Kendirli
Zaljev Kendirli (kazaški: Кендірлі шығанағы) je zaljev jugoistočnog Kaspijskog mora na području okruga Karakiya, Kazahstan, sjeverno od lagune Kara-Bogaz-Gol. Njegova sjeverna obala nalazi se na poluotoku Mangišlak.
Zaljev uključuje prevlaku Kendirli. Naselja na obalama zaljeva su Aksu i Fetisovo.
Na njegovim otocima i na prevlaci se nalazi jedino stanište kaspijskog tuljana u središnjem dijelu Kaspijskog jezera, i prirodni rezervat za očuvanje kaspijskog tuljana (Pusa caspica).